# 奉天駅
奉天駅（ポンチョンえき）は、大韓民国ソウル特別市冠岳区奉天洞にあるソウル交通公社2号線の駅。駅番号は「229」。

## 歴史
- 1984年5月22日 - ソウル特別市地下鉄公社2号線（当時）の駅として開業。
- 2005年1月1日 - ソウル特別市地下鉄公社がソウルメトロに改称。
- 2017年5月31日 - ソウルメトロとソウル特別市都市鉄道公社が統合され、ソウル交通公社の駅となる。

## 駅構造

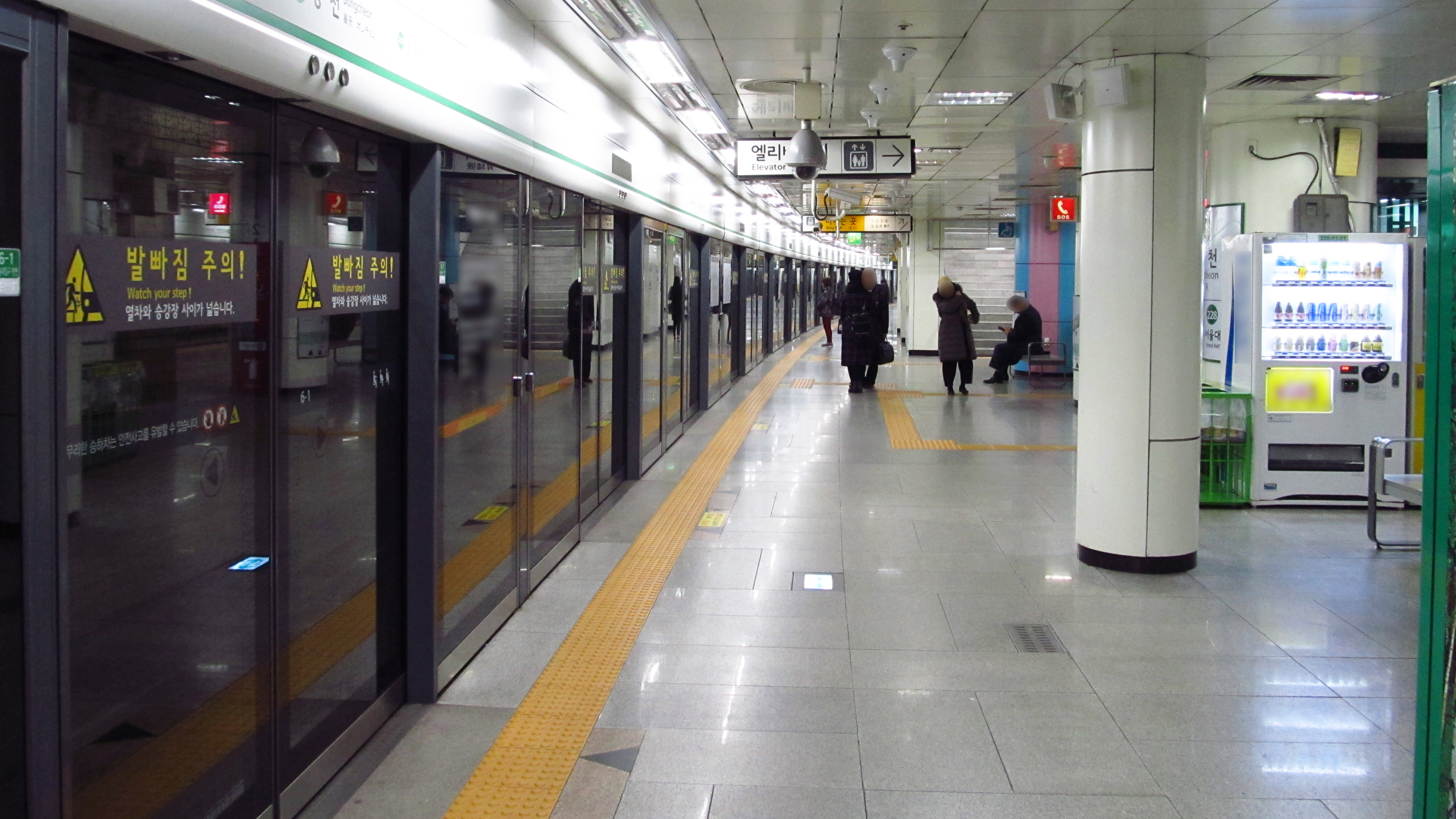
ホーム

島式ホーム1面2線を有する地下駅で、フルスクリーンタイプのホームドアが設置されている。
改札口は東側（ソウル大入口寄り）と中程と西側（新林寄り）の3ヶ所あり、互いにコンコースでつながっている。化粧室は改札外にある。
エレベーター完備。出入口は1番から6番までの計6ヶ所ある。

### のりば
案内上ののりば番号は設定されていない。
| 内回り | 2号線 | 大林・新道林・永登浦区庁・堂山方面 |
| 外回り | 2号線 | 舎堂・教大・江南・宣陵方面         |

## 利用状況
近年の一日平均利用人員推移は下記のとおり。
| 路線  | 路線     | 2000年 | 2001年 | 2002年 | 2003年 | 2004年 | 2005年 | 2006年 | 2007年 | 2008年 | 2009年 | 出典  |
| ----- | -------- | ------ | ------ | ------ | ------ | ------ | ------ | ------ | ------ | ------ | ------ | ----- |
| 2号線 | 乗車人員 | 19,590 | 22,778 | 23,732 | 23,837 | 24,143 | 23,786 | 24,021 | 24,463 | 24,555 | 24,535 | [ 1 ] |
| 2号線 | 降車人員 | 17,417 | 19,806 | 21,041 | 21,145 | 21,515 | 21,381 | 21,628 | 21,781 | 22,406 | 21,922 | [ 1 ] |
| 2号線 | 乗降人員 | 37,007 | 42,584 | 44,773 | 44,982 | 45,658 | 45,167 | 45,649 | 46,244 | 46,961 | 46,457 | [ 1 ] |
| 路線  | 路線     | 2010年 | 2011年 | 2012年 | 2013年 | 2014年 | 2015年 |        |        |        |        | [ 1 ] |
| 2号線 | 乗車人員 | 24,349 | 24,599 | 24,650 | 24,922 | 25,202 | 24,381 |        |        |        |        | [ 1 ] |
| 2号線 | 降車人員 | 21,824 | 22,203 | 22,176 | 22,707 | 23,171 | 22,529 |        |        |        |        | [ 1 ] |
| 2号線 | 乗降人員 | 46,173 | 46,802 | 46,826 | 47,629 | 48,373 | 46,910 |        |        |        |        | [ 1 ] |

## 駅周辺
- ソウル冠岳初等学校（朝鮮語版）
- 奉林中学校（朝鮮語版）
- 奉一市場
- ソウル観光高等学校（朝鮮語版）
- ソウル新奉初等学校（朝鮮語版）
- 永楽高等学校（朝鮮語版）
- ソウル殿川初等学校（朝鮮語版）
- 善意冠岳総合社会福祉館
- シルロアム視覚障害者福祉館
- 永林中央市場
- 第一総合市場
- 青龍洞住民センター
- 殿川洞住民センター
- 現代市場
- 将軍峰体育公園

## 隣の駅
ソウル交通公社
 2号線
ソウル大入口駅 (228) - 奉天駅 (229) - 新林駅 (230)